# Basilica Sempronia
Basilica Sempronia var en basilika i antikens Rom. Den uppfördes år 169 f.Kr. på Forum Romanum på initiativ av statsmannen och fältherren Tiberius Sempronius Gracchus. Basilica Sempronia var belägen på den plats där Basilica Iulia senare uppfördes. 

## Beskrivning
Basilica Sempronia antas ha uppförts på lämningarna efter Scipio Africanus hus. Byggherre var Tiberius Sempronius Gracchus den äldre, far till Tiberius Gracchus och Gaius Gracchus. År 54 f.Kr. lät Julius Caesar riva Basilica Sempronia för att på platsen bygga Basilica Iulia.